# NHL 1955/1956
Sezóna 1955/1956 byla 39. sezonou NHL. Vítězem Stanley Cupu se stal tým Montreal Canadiens.

## Konečná tabulka základní části
| Tým                 | Z  | V  | P  | R  | B   | VG  | IG  |
| ------------------- | -- | -- | -- | -- | --- | --- | --- |
| Montreal Canadiens  | 70 | 45 | 15 | 10 | 100 | 222 | 131 |
| Detroit Red Wings   | 70 | 30 | 24 | 16 | 76  | 183 | 148 |
| New York Rangers    | 70 | 32 | 28 | 10 | 74  | 204 | 203 |
| Toronto Maple Leafs | 70 | 24 | 33 | 13 | 61  | 153 | 181 |
| Boston Bruins       | 70 | 23 | 34 | 13 | 59  | 147 | 185 |
| Chicago Black Hawks | 70 | 19 | 39 | 12 | 50  | 155 | 216 |

## Play off
|  | Semifinále | Semifinále          | Semifinále |  |  | Finále Stanley Cupu | Finále Stanley Cupu | Finále Stanley Cupu |
|  |            |                     |            |  |  |                     |                     |                     |
|  | 1          | Montreal Canadiens  | 4          |  |  |                     |                     |                     |
|  | 3          | New York Rangers    | 1          |  |  |                     |                     |                     |
|  |            |                     |            |  |  | 1                   | Montreal Canadiens  | 4                   |
|  |            |                     |            |  |  | 2                   | Detroit Red Wings   | 1                   |
|  | 2          | Detroit Red Wings   | 4          |  |  |                     |                     |                     |
|  | 4          | Toronto Maple Leafs | 1          |  |  |                     |                     |                     |

## Ocenění
| Prince of Wales Trophy:       | Montreal Canadiens                 |
| Art Ross Trophy:              | Jean Béliveau, Montreal Canadiens  |
| Calder Memorial Trophy:       | Glenn Hall, Detroit Red Wings      |
| Hart Memorial Trophy:         | Jean Béliveau, Montreal Canadiens  |
| James Norris Memorial Trophy: | Doug Harvey, Montreal Canadiens    |
| Lady Byng Memorial Trophy:    | Earl Reibel, Detroit Red Wings     |
| Vezina Trophy:                | Jacques Plante, Montreal Canadiens |